# Germania Slavica

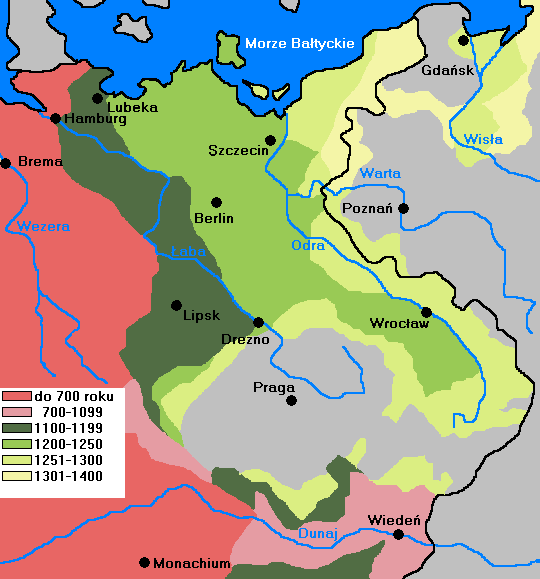
Етапи розселення германців на сході з окресленням кордонів Священної Римської імперії (станом на 1348 рік)

Germania Slavica — історичний термін, що використовується для позначення територій на сході сучасної Німеччини, які в Середньовіччі були заселені слов'янськими народами. Ці землі включали області, що простягалися від річок Ельба і Зале на заході до Одри на сході. Назва вказує на культурний і демографічний перехід між германським і слов'янським світами.

## Історія
У ранньому середньовіччі ці землі були населені слов'янськими племенами, такими як лютичі, ободрити, лужичани, ратари, поморяни та інші. Слов'яни будували укріплені поселення — гради, займалися сільським господарством, рибальством та ремісництвом. З Х століття почалася експансія Східно-Франкського королівства на схід, відома як Drang nach Osten («Натиск на Схід»). Цей процес включав військові походи, встановлення феодальних структур і християнізацію. Важливими етапами цього процесу стали кампанії Генріха I Птахолова та Оттона I Великого.
У ХІІ—ХІІІ століттях відбувалася масштабна колонізація цих земель німецькими переселенцями. Сюди прибували селяни, ремісники та купці з Рейну, Франконії та Саксонії, що спричинило демографічні та культурні зміни. У багатьох регіонах слов'янське населення поступово асимілювалося або було витіснене. Західні місіонери та церква відігравали ключову роль у інтеграції територій Germania Slavica в Священну Римську імперію. На цих землях засновували монастирі, будували церкви, а місцеве населення навертали в християнство.